# Georges Durand (1864-1941)
Pour les articles homonymes, voir Georges Durand (homonymie) et Durand.
 (mars 2013).
Georges Durand, né le 30 avril 1864 à Fresnay-sur-Sarthe et mort le 3 mai 1941 au Mans, était une personnalité sarthoise du XXe siècle active dans le monde du sport et de l’automobile. Secrétaire général de l'Automobile Club de l'Ouest dès sa fondation en 1906, il est à l'origine des 24 heures du Mans.

## Biographie
Issu d’une famille très modeste, il grandit au milieu d’une famille de tisserand. À 20 ans, il décide de s’installer au Mans, où il trouve un poste d’employé  au service des ponts et chaussées. Il apprend la sténographie et obtient un poste de rédacteur sténographe au conseil municipal du Mans, qu’il cumule avec son emploi aux ponts et chaussées. Le 6 novembre 1897, deux parrains déposent la candidature de Georges Durand à l’Union Auto Cycliste de la Sarthe (U.A.C.S.). Il se prend de passion pour l’automobile et prend part à la course « Tours Blois Tours ». Il est trahi par sa mécanique peu après le départ. En 1900, il devient secrétaire général d’une société de transport « Baërt et Beldent » et administrateur de la compagnie des tramways de la Sarthe. En 1904, il participe à la naissance du syndicat  d’initiative des Alpes Mancelles, dont il est élu vice-président (il le restera jusqu’à sa mort).
En octobre 1905, il s’associe à Gustave Singher, Georges Carel, René Pellier, industriels sarthois, pour jeter les bases d’un comité d’initiative automobile en vue de la candidature de la Sarthe pour l’organisation du premier Grand Prix de l’Automobile Club de France (ACF). La commission sportive du club français confie l’organisation du Grand Prix au circuit de la Sarthe. Georges Durand et le comité  ont gagné. Le 24 janvier 1906 sont déposés les statuts officiels de l’Automobile-Club de la Sarthe, futur Automobile Club de l’Ouest (A.C.O.), et le premier Grand prix de l’A.C.F. se dispute le 25 et 26 juin 1906. Georges Durand est nommé secrétaire général du Club et le restera jusqu'à la limite de ses forces en 1938.
En 1916, Georges Durand, soucieux de défendre les usagers de la route devant les tribunaux de police, crée une commission contentieuse à l’A.C.O. C’est la même année qu’il eut l’idée de créer un produit simple, bien adapté à la défense des automobilistes qui permettra la création de la Défense Automobile et sportive, société d’assurance mutuelle, spécialisée dans la protection juridique. Cette société rejoindra plus tard le groupe des Mutuelles du Mans (MMA).

### Création des24 heures du Mans

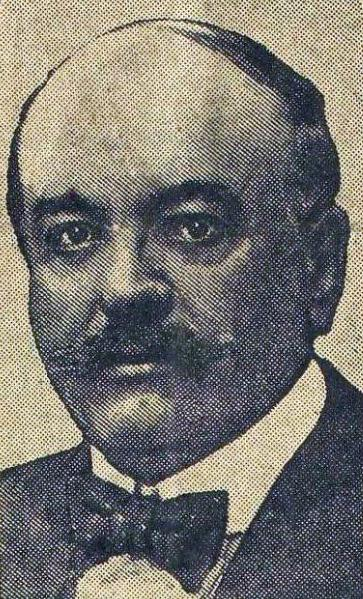
Georges Durand, secrétaire général de l'ACO en 1930.

Au salon de l’automobile de 1922, Georges Durand, mandaté par le comité directeur de l’A.C.O., prend rendez vous avec Charles Faroux, journaliste polytechnicien patron du journal L'Auto, et Émile Coquille, PDG du fabricant de roues britannique Rudge-Whitworth, pour examiner une nouvelle formule de course automobile, basé sur l’endurance plus que la vitesse, afin de montrer au public la qualité des machines et aussi pour obtenir des perfectionnements indispensables. Jean-Marie Lelièvre raconte que Faroux propose une course de 8 heures dont 4 de nuit et Durand s’écrie : « Pourquoi pas 24 heures ? » À quoi Faroux réplique : « Ce serait parfait... mais vous n’obtiendrez jamais les autorisations nécessaires. « Qu’à cela ne tienne, dit Durand, j’en fais mon affaire. ». Au soir de la réunion, Charles Faroux est convié à étudier un règlement et le 26 et 27 mai 1923 se disputeront, sur le circuit de la Sarthe le « Grand Prix d'endurance de 24 heures - Coupe Rudge-Whitworth », les premières 24 heures du Mans.
Georges Durand reçoit la Légion d'honneur.

## Distinctions
- Officier de la Légion d'honneur (décret du 9 janvier 1931)[3], chevalier (1922)

## Hommage
Une avenue du Mans porte son nom. Celle-ci se situe dans le prolongement de la ligne droite des Hunaudières pour rejoindre le centre ville.